# San Marco (fiume)
Il San Marco è un fiume di 13 km che scorre interamente nel comune di Lula, in Sardegna.

## Corso del fiume
Nasce a 926 m s.l.m. nella punta Pontesu e sfocia nel rio Isalle.